# Félix Bonfils
Pour les articles homonymes, voir Bonfils.
Félix Bonfils, né à Saint-Hippolyte-du-Fort le 8 mars 1831 et mort à Alès le 9 avril 1885, est un photographe français. L'atelier photographique qu'il a fondé avec son épouse Lydie Bonfils en 1867 à Beyrouth, au Liban, a produit une abondante documentation photographique sur l'Égypte et le Moyen-Orient de la fin du XIXe au début du XXe siècle. Ces photographies ont connu une vaste diffusion.

## Biographie
Félix Bonfils naît en 1831 à Saint-Hippolyte-du-Fort dans le Gard, fils de David Bonfils, tourneur, et de Sophie Bernard, son épouse. Le 27 août 1857, alors libraire, il épouse à Crespian Lydie Cabanis. Leurs enfants, Félicie Sophie et Paul Félix Adrien (dit Adrien), naissent respectivement en 1858 et 1861 à Saint-Hippolyte-du-Fort,.
Devenu relieur à Saint-Hippolyte-du-Fort, il déménage à Beyrouth en 1867 où il ouvre, avec sa femme et son fils Adrien, l'atelier photographique Maison Bonfils, qu'il renomme en 1878 F. Bonfils et Cie. Bonfils photographie au Liban, en Égypte, en Palestine, en Syrie et en Grèce ainsi qu'à Constantinople à partir de 1876.
Il se montre très actif dès son arrivée au Liban : son catalogue mentionne plus de 15 000 tirages au début des années 1870, réalisés à partir de près de 200 négatifs, et 9 000 vues stéréoscopiques.
Ses œuvres deviennent célèbres grâce aux touristes du Moyen-Orient qui rapportent ses photographies en souvenir. Elles sont vendues à l'unité ou sont proposées sous forme d’albums. Certaines d'entre elles, produites par l'atelier, sont l'œuvre de son épouse, de son fils Adrien ou des assistants de l'entreprise.
En 1876, Bonfils revient à Alès où il ouvre un autre atelier vers 1881, afin de gérer par correspondance la diffusion de ses images. Celui de Beyrouth n'est pas fermé pour autant et sa femme et son fils en assurent la conduite après la mort de Félix, en 1885. Cet établissement ne cesse son activité qu'en 1905, après qu'un incendie l'a détruit.
L'activité de l'entreprise Bonfils se poursuit plusieurs décennies après la mort de son fondateur. Elle est rachetée en 1918, à la mort de Lydie Bonfils, par Abraham Guiragossian, associé depuis 1909, qui en conserve le nom. Mentionnée dans le Guide bleu en 1932, elle ferme définitivement ses portes en 1938.

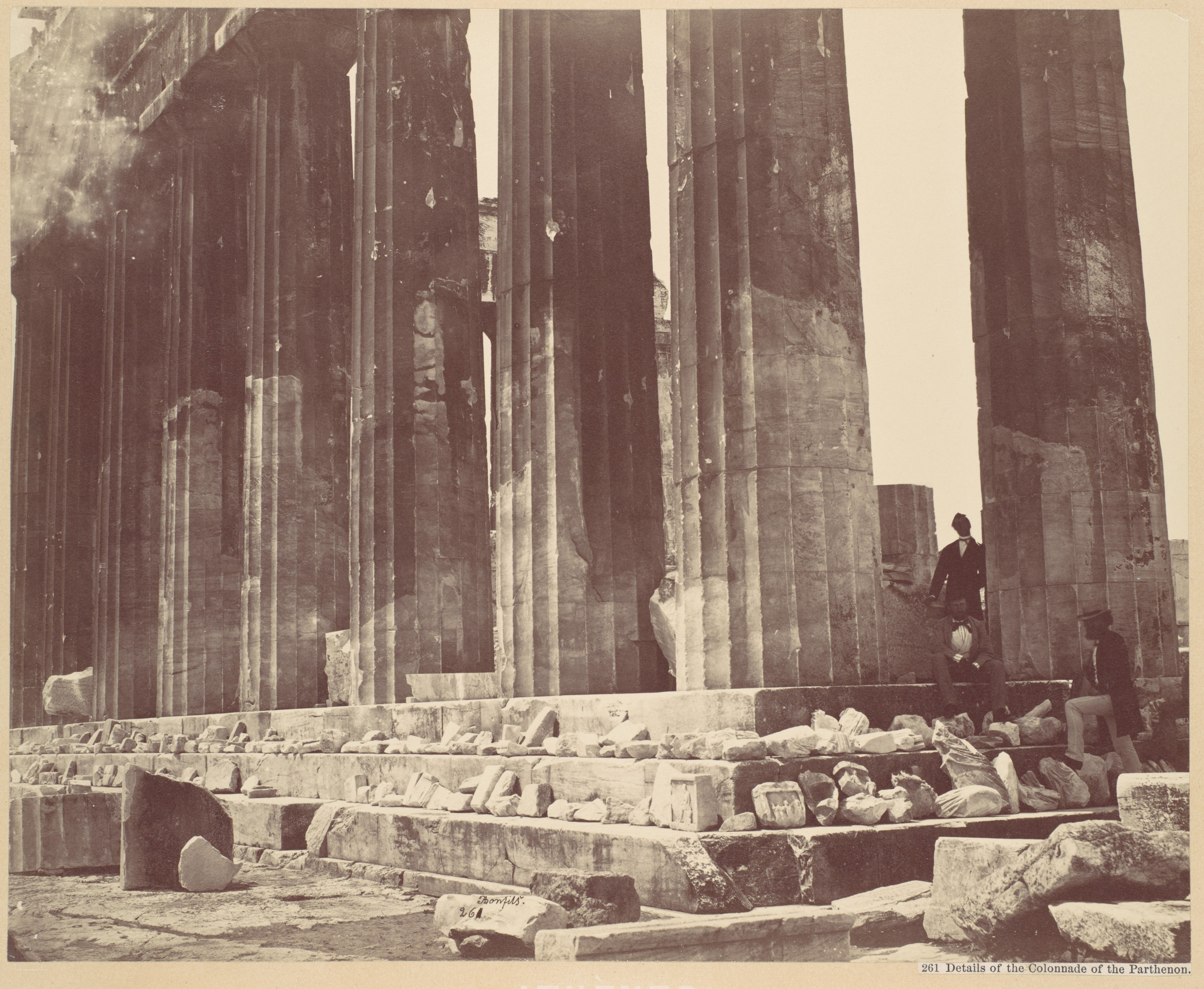
Détail de la colonnade du Parthénon à Athènes, vers 1870.
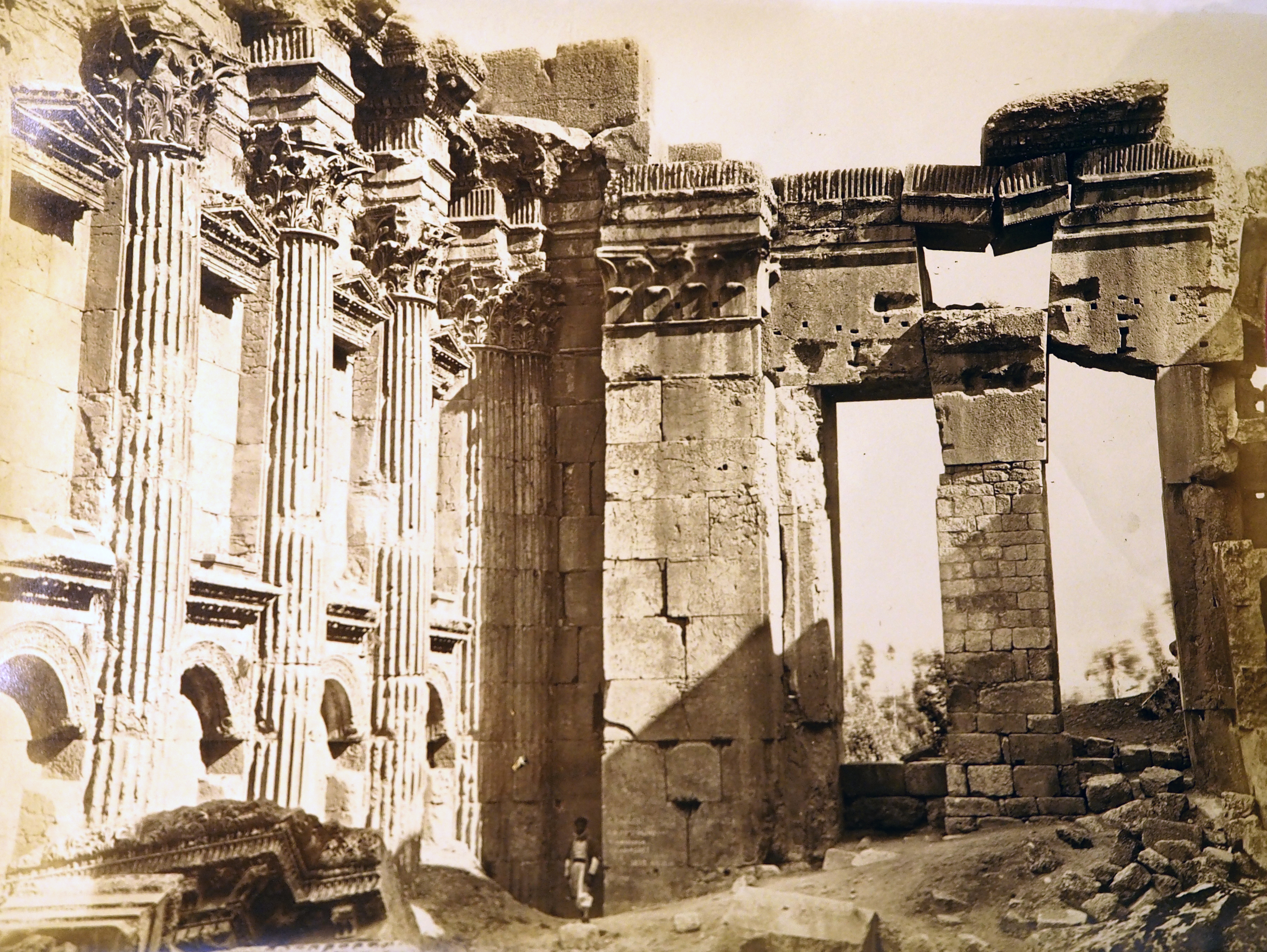
Temple de Jupiter, Baalbec, Syrie, Mougins, © Musée d'art classique de Mougins
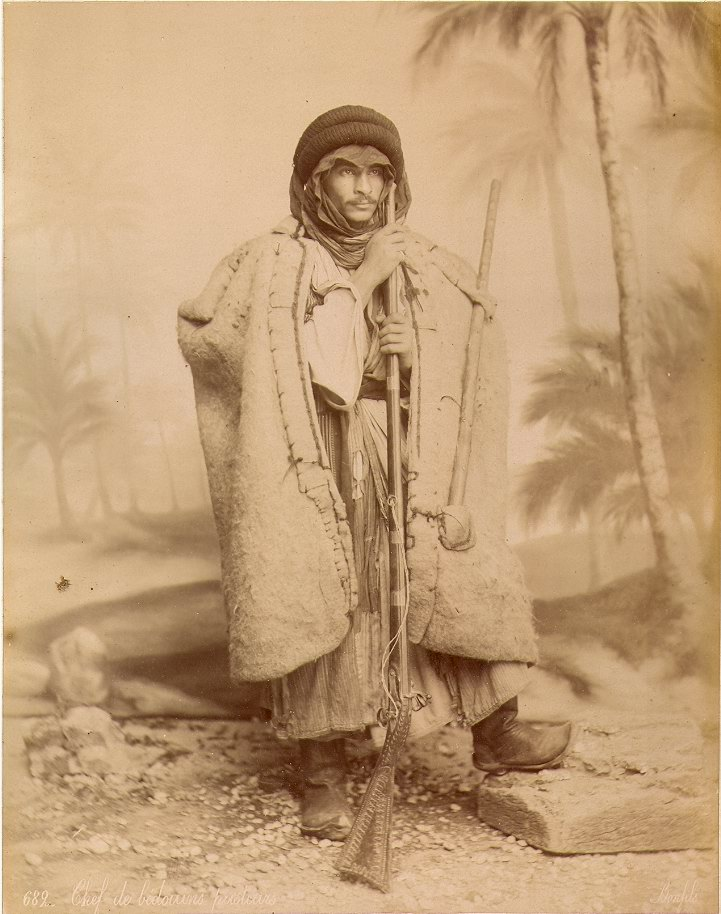
Chef de bédouins pasteurs, vers 1880.

## Publications

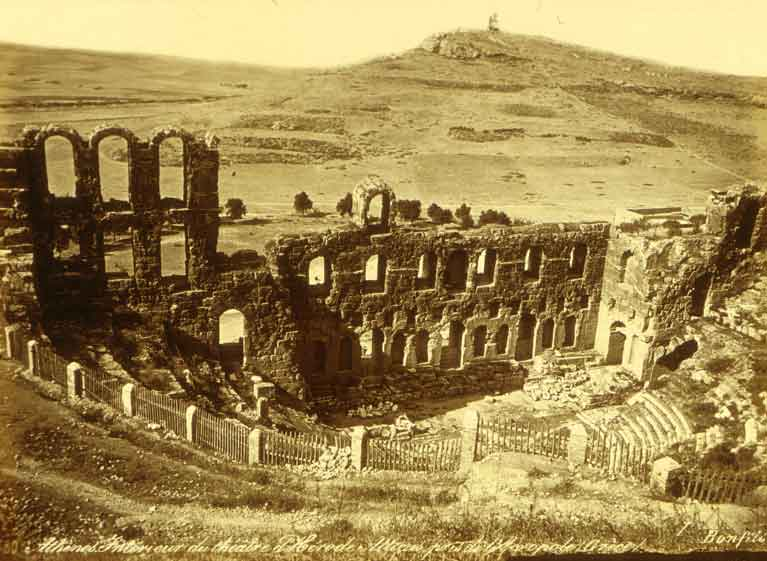
Félix Bonfils, L'Odéon d'Hérode Atticus à Athènes.

- En 1872, il fait paraître un livre, Architecture antique : Égypte, Grèce, Asie Mineure, publié par Ducher à Paris, après avoir présenté quelques travaux à la Société française de photographie.
- Catalogue de vues photographiques de l'Orient, 1876
- En 1877-1878, Félix Bonfils publie Souvenirs d’Orient, un album en cinq volumes de lieux remarquables en Orient. Chaque volume se compose d'une quarantaine de photographies originales collées, accompagnées d'une notice détaillée en regard. Il reçoit une médaille pour cette publication présentée à l’Exposition universelle de Paris en 1878[6].
- Albums photographiques des monuments et des sites les plus célèbres de l'Orient, Paris, 1878
- Souvenir de Jérusalem, Leipzig, vers 1880
- Nazareth et ses environs, Saint-Pétersbourg, 1894

## Collections
- Harvard Museum of the Ancient Near East, Université Harvard, Cambridge, Massachusetts[11].
- Université de Princeton, New Jersey[12].
- Université de Pennsylvanie, Philadelphie[13]
- Collège de France, Bibliothèque d'égyptologie, Paris[14].

## Expositions
- 2000 : Damas, un grain de beauté sur la joue du monde : Félix Bonfils, 1831-1885, photographies anciennes de Syrie, Musée Nicéphore-Niépce, Chalon-sur-Saône [15].
- 16 octobre 2001 - 13 janvier 2002 : Voyage en Orient - photographies : 1840 - 1880, Bibliothèque nationale de France, Paris.
- 2008 : Focus Orient : الشرق : محور الشرق - Orientalist photography from the late 19th and early 20th centuries : a selection from the Thomas Walther collection, Sharjah Art Museum (en), Charjah[16]

photographies d'Émile Béchard, Pascal Sébah, Tancrède Dumas, Frères Zangaki, Wilhelm Hammerschmidt, Félix Teynard, Francis Frith, Hippolyte Arnoux, Félix Bonfils, Gabriel Lekegian, Jean Geiser, Constant Alexandre Famin, Cosmi Sebah, Ludovico Hart, Alexandre Bougault, Lehnert & Landrock, Neurdein, Guillaume Berggren (de), A. Cavilla.
- 16 septembre - 7 novembre 2010 : Memoires d'Egypte... da un Album fotografico del 1895 : fotografie di Beato, Bonfils, Lekegian, Reiser, Museo civico medievale, Bologne[17].
- 18 septembre 2020 - 3 janvier 2021 : La maison Bonfils, une aventure photographique, entre Cévennes et Moyen Orient, Musée du Colombier, Alès (en partenariat avec la Médiathèque de l'architecture et du patrimoine[18].